# Club Brugge KV
Club Brugge Koninklijke Voetbalvereniging (phát âm tiếng Hà Lan: [klʏˈbrʏɣə ˌkoːnɪŋkləkə ˈvudbɑlvəreːnəɣɪŋ]), thường được gọi là Club Brugge, là một câu lạc bộ bóng đá có trụ sở tại Bruges ở Bỉ. Câu lạc bộ được thành lập vào năm 1891 và có sân nhà là sân vận động Jan Breydel với sức chứa 29.997 người.
Club Brugge là câu lạc bộ Bỉ duy nhất chơi ở trận chung kết Cúp C1 châu Âu (tiền thân của giải UEFA Champions League hiện tại) cho đến giờ, thua trước Liverpool trong trận chung kết của mùa giải năm 1978. Họ cũng thua trong trận chung kết Cúp UEFA 1976 trước chính Liverpool.

## Thành tích
- Giải vô địch bóng đá Bỉ:
  - Vô địch (16): 1919-20, 1972-73, 1975-76, 1976-77, 1977-78, 1979-80, 1987-88, 1989-90, 1991-92, 1995-96, 1997-98, 2002-03, 2004-05, 2015-16, 2017-18, 2019-20
- Cúp bóng đá Bỉ:
  - Vô địch (10): 1967-68, 1969-70, 1976-77, 1985-86, 1990-91, 1994-95, 1995-96, 2001-02, 2003-04, 2006-07
- Siêu cúp bóng đá Bỉ:
  - Vô địch (13): 1980, 1986, 1988, 1990, 1991, 1992, 1994, 1996, 1998, 2002, 2003, 2004, 2005

## Cầu thủ

### Đội hình hiện tại
Tính đến ngày 22/1/2024
Ghi chú: Quốc kỳ chỉ đội tuyển quốc gia được xác định rõ trong điều lệ tư cách FIFA. Các cầu thủ có thể giữ hơn một quốc tịch ngoài FIFA.
| Số | VT | Quốc gia    | Cầu thủ                   |
| -- | -- | ----------- | ------------------------- |
| 4  | HV | Ecuador     | Joel Ordóñez              |
| 6  | HV | Ghana       | Denis Odoi                |
| 7  | TĐ | Đan Mạch    | Andreas Skov Olsen        |
| 8  | TĐ | Ba Lan      | Michał Skóraś             |
| 9  | TĐ | Tây Ban Nha | Ferran Jutglà             |
| 10 | TV | Na Uy       | Hugo Vetlesen             |
| 11 | TĐ | Tây Ban Nha | Víctor Barberà            |
| 14 | HV | Hà Lan      | Bjorn Meijer              |
| 15 | TV | Nigeria     | Raphael Onyedika          |
| 20 | TV | Bỉ          | Hans Vanaken (đội trưởng) |
| 21 | TM | Anh         | Josef Bursik              |
| 22 | TM | Bỉ          | Simon Mignolet            |
| 27 | TV | Đan Mạch    | Casper Nielsen            |

| Số | VT | Quốc gia | Cầu thủ                            |
| -- | -- | -------- | ---------------------------------- |
| 28 | HV | Bỉ       | Dedryck Boyata                     |
| 29 | TM | Bỉ       | Nordin Jackers (mượn từ OH Leuven) |
| 32 | TĐ | Na Uy    | Antonio Nusa                       |
| 33 | TM | Bỉ       | Nick Shinton                       |
| 39 | TV | Colombia | Éder Álvarez Balanta               |
| 44 | HV | Bỉ       | Brandon Mechele                    |
| 55 | HV | Bỉ       | Maxim De Cuyper                    |
| 58 | HV | Bỉ       | Jorne Spileers                     |
| 62 | TĐ | Nhật Bản | Shion Homma                        |
| 64 | HV | Bỉ       | Kyriani Sabbe                      |
| 68 | TĐ | Bỉ       | Chemsdine Talbi                    |
| 77 | TV | Đan Mạch | Philip Zinckernagel                |
| 99 | TĐ | Brasil   | Igor Thiago                        |

### Cầu thủ nổi tiếng
| - Eric Addo - Daniel Amokachi - Boško Balaban - Fons Bastijns - Fernand Boone - Hugo Broos - Kenneth Brylle - Pierre Carteus - Nastja Ceh - Andres Mendoza - Jan Ceulemans - Ray Clarke (1979-80) - Philippe Clement - Julien Cools - Roger Davies (1976-78) - Marc Degryse - René Eijkelkamp - Khalilou Fadiga - Frank Farina - Edgaras Jankauskas - Birger Jensen - Eddie Krieger - Raoul Lambert |  | - Georges Leekens - Ulrik Le Fèvre - Jean-Pierre Papin - Robbie Rensenbrink - Ronny Rosenthal - David Rozehnal - Timmy Simons - Jan Sørensen - Robert Spehar - Lorenzo Staelens - Mario Stanic - Antoni Szymanowski - Johny Thio - Franky Van der Elst - Joos Valgaeren - René Vandereycken - Gert Verheyen - Dany Verlinden - Sven Vermant |

## Huấn luyện viên
| - Hector Goetinck (1930-1933) - Gerard Delbeke (1933-1934 và 1939-1945) - Arthur Volckaert (1934-1936) - Karl Schrenk (1936-1938) - Robert De Veen (1938-1939) - Louis Versyp (1945-1950) - William Kennedy (1950-1951) - Félix Schavy (1951-1957) - Norberto Höfling (1957-1963 en 1967-1968) - Juan Schwanner (1963) - Henri Dekens (1963-1965) - Ladislav Dupal (1965-1967) - Milorad Pavić (1967-1969) - Frans De Munck (1969-1971) - Leo Canjels (1971-1973) - Jaak De Wit (1973-1974) - Ernst Happel (1974-1978) - Andreas Beres (1978-1979) |  | - Mathieu Bollen (1979) - Han Grijzenhout (1979-1980) - Gilbert Gress (1980-1981) - Spitz Kohn (1981) - Henri Coppens (1981-1982) - Raymond Mertens (1981-1982) - Georg Kessler (1982-1984) - Henk Houwaert (1984-1989) - Georges Leekens (1989-1991) - Hugo Broos (1991-1997) - Erik Gerets (1997-1999) - René Verheyen (1999-2000) - Trond Sollied (2000-2005) - Jan Ceulemans (2005-2006) - Emilio Ferrera (2006-2007) - Cedomir Janevski (2007) - Jacky Mathijssen (huấn luyện viên hiện nay) |

## Chủ tịch
- Philippe Delescluze (1891-1900)
- Albert Seligmann (1900-1902)
- Alfons De Meulemeester (1903-1914)
- Albert Dyserynck (1919-1931)
- Fernand Hanssens (1932-1937)
- Emile De Clerck (1937-1959)
- André De Clerck (1959-1973)
- Fernand De Cleck (1973-1999)
- Michel Van Maele (1999-2003)
- Michel D'Hooghe (2003-)

## Cúp châu Âu
Tính đến 19 tháng 12 năm 2006:
| Giải           | A  | B   | C  | D  | E  | F   | G   |
| -------------- | -- | --- | -- | -- | -- | --- | --- |
| Cúp C1 châu Âu | 14 | 77  | 32 | 16 | 29 | 106 | 93  |
| Cúp C2 châu Âu | 6  | 28  | 15 | 3  | 10 | 41  | 33  |
| Cúp UEFA       | 20 | 103 | 49 | 18 | 36 | 192 | 137 |

A = lần tham dự, B = số trận, C = thắng, D = hoà, E = thua, F = bàn thắng, G = bàn thua.